# Kak ik
El kak ik es una sopa de chompipe (una clase de pavo) típica de la gastronomía de Guatemala. Es una comida de origen prehispánico. El nombre es de origen maya: deriva de las palabras q'eqchi' kak (rojo) e ik (caliente o muy picante).Este platillo se sirve con arroz para agregar al caldo y pequeños tamales de masa de maíz sazonados sin nada más que sal, que son llamados blancos o pochitos. En el año 2007 fue declarado parte del Patrimonio Cultural Inmaterial de la Nación.
Aunque presenta variaciones regionales, la receta tradicional de la región de las Verapaces incluye chompipe, ajo, cebolla, hierba buena, cilantro y hojas de zamat. El color rojo se debe al achiote molido.
Su color puede asociarse con la sangre que se usaba en los sacrificios rituales precolombinos.
Se acompaña generalmente con arroz, tamalitos blancos envueltos en hoja de mashán, chile y una bebida de cacao.